# Donald P. Hodel
Pour les articles homonymes, voir Hodel.
Donald Paul Hodel, né le 23 mai 1935 à Portland (Oregon), est un homme politique américain. 

## Biographie
Il est membre du Parti républicain, il est secrétaire à l'Énergie entre 1982 et 1985 puis secrétaire à l'Intérieur entre 1985 et 1989 dans l'administration du président Ronald Reagan.
En 2003, il est devenu président de Focus on the Family.